# William de Braose, 7. Lord of Bramber
William de Braose, 7. Lord of Braose (* 1197/1204; † 2. Mai 1230 in Pembroke), war ein cambro-normannischer Adliger. 

## Herkunft
William entstammte der cambro-normannischen Familie Braose und war der älteste Sohn von Reginald de Braose und dessen ersten Frau Grace Brewer. Sein Vater hatte 1216 von Johann Ohneland die beschlagnahmten Güter seines Großvaters William de Braose zurückerhalten. Im August 1218 übertrug ihm sein Vater die Rape of Bramber sowie Knepp Castle in Sussex. 

## Leben
Er heiratete am 2. Mai 1220 Eva Marshal († 1246), eine Tochter von William Marshal, 1. Earl of Pembroke (Haus Marshal) und Isabel de Clare (Haus Clare). Das Paar hatte vier Kinder:
- Isabel de Braose (* um 1222; † Februar 1248) ⚭ 1229 Dafydd ap Llywelyn, Fürst von Gwynedd.
- Maud de Braose (* um 1225; † März 1301) ⚭ 1247 Roger Mortimer, 1. Baron Mortimer († 1282) (somit heiratete sie einen Sohn aus der zweiten Ehe ihrer Stiefgroßmutter Gwladus Ddu)
- Eva de Braose (* um 1227; † Juli 1255) ⚭ um 1241 William de Cantilupe († 1254)
- Eleanor de Braose (* um 1229; † vor 1251) ⚭ nach 1241 Humphrey V. de Bohun († 1265), Sohn von Humphrey de Bohun, 2. Earl of Hereford (Haus Bohun)

1226 musste er Bramber an seinen Cousin John de Braose übergeben, der ebenfalls Ansprüche auf das Erbe ihres Großvaters William erhob. Nach dem Tod seines Vaters wurde William 1228 Lord von Abergavenny, Builth und der anderen Ländereien seines Vaters. Von den Walisern Black Will genannt, wurde er 1228 während des katastrophalen Feldzugs  nach Ceri von Llywelyn ab Iorwerth ergriffen, aber gegen die Zahlung eines Lösegelds freigelassen. Llywelyn verlobte außerdem seinen Sohn Dafydd mit Williams Tochter Isabel, zu Isabels Mitgift gehörte die Herrschaft Builth. Bei einem Besuch Williams am Hofe Llywelyns Ostern 1230 entdeckte Llywelyn eine Affäre zwischen seiner Frau Johanna von Wales und William. Sein Gefolge forderte lautstark Williams Hinrichtung, so dass Llywelyn ihn durch den für einen Adligen demütigenden Tod durch Hängen hinrichtete.
Nach der Hinrichtung ließ Llywelyn bei Williams Witwe Eva anfragen, ob sie die Hochzeit zwischen Isabella und Dafydd weiterhin befürwortete, was Eva bejahte. Da William ohne männliche Erben starb, wurden seine Ländereien unter seinen Töchtern aufgeteilt. Seine Witwe verwaltete die Ländereien bis zu ihrem Tod und sicherte so das Erbe für ihre Töchter. Von seinen Ländereien erhielt Isabella Builth, Maud erhielt Radnor, Eleanor erhielt Brecon sowie Kington und Eva erhielt Abergavenny sowie den Anteil an Totnes.